# 穆迪角
穆迪角（英語：Moody Point），是南極洲的海岬，位於茹安維爾島東端，由詹姆斯·克拉克·羅斯率領的英國探險隊發現，該海岬現時由南極條約體系管理。